# Chunjiang Shuiku
Chunjiang Shuiku är en reservoar i Kina. Den ligger i provinsen Hainan, i den södra delen av landet, omkring 120 kilometer sydväst om provinshuvudstaden Haikou. Chunjiang Shuiku ligger 26 meter över havet. Arean är 4,5 kvadratkilometer. Omgivningarna runt Chunjiang Shuiku är en mosaik av jordbruksmark och naturlig växtlighet. Den sträcker sig 5,4 kilometer i nord-sydlig riktning, och 2,4 kilometer i öst-västlig riktning.
Genomsnittlig årsnederbörd är 2 285 millimeter. Den regnigaste månaden är juli, med i genomsnitt 445 mm nederbörd, och den torraste är februari, med 19 mm nederbörd.